# Montegiove
Montegiove è una frazione del comune di Montegabbione, in provincia di Terni. Sorge su un'altura che domina il corso del torrente Fersinone, che è anche il confine naturale con il comune di San Venanzo. L'etimologia del paese di Montegiove deriva da "Jupiter Elicius", ossia dal dio Giove che scende nel lampo.

## Storia
Montegiove fu comune autonomo fino al 1869, quando fu accorpato al comune di Montegabbione (Regio Decreto N°5170 del 27 giugno 1869) che all'epoca faceva parte della provincia di Perugia. 
L'edificio storico principale e nucleo storico dell'abitato è l'antico castello di Montegiove che si erge sulla cima del colle, a 627 m s.l.m., secondo alcuni storici costruito sopra un antico tempio dove furono trovate due teste in marmo del dio Giove. L'anno esatto in cui il castello fu fondato è incerto, anche se certamente esisteva già nel 1282, come evidenziano alcuni documenti che mostrano che in quell'anno fu emessa una richiesta per la costruzione di un oratorio all'interno della tenuta del Castello di Montegiove, che fu poi concessa; oggi quel sito è conosciuto con il nome "La Scarzuola". 
Nel corso dei secoli la proprietà del castello passò per diverse mani, divenendo tra l'altro dimora della beata Angelina, dei Monadelschi della Vipera e del condottiero Gattamelata. Dal 1780 appartiene ai marchesi Misciattelli che unirono l'antico feudo e la proprietà del castello in una tenuta che oggi consta di 1200 ettari. Alla fine del XIX secolo, la proprietà passò al marchese Lorenzo Misciattelli che con un'opera di ristrutturazione trasformò il castello in una dimora novecentesca.